# Aranedra
Aranedra is een geslacht van vliesvleugeligen uit de familie Eurytomidae. De wetenschappelijke naam van dit geslacht is voor het eerst geldig gepubliceerd in 1971 door Burks.

## Soorten
Het geslacht Aranedra omvat de volgende soorten:
- Aranedra arae Burks, 1971
- Aranedra millsi Burks, 1971